# 피피루 안전특공대
《피피루 안전특공대》(중국어: 皮皮鲁安全特工队)는 대한민국의 스튜디오 게일, CJ ENM, EBS, i200 Media Group와 중국의 절강동양해동문화유한회사가 공동으로 제작한 중국과 대한민국의 애니메이션이다. 방영 3년 전인 2015년에는 베이징 피피루 총동원 주식유한회사의 공식 웹사이트에서 가제로 《피피루가 선사하는 100개의 생명》이라는 명칭으로 호칭되었다. 2021년 중국에서 시즌2가 공개되었으며, 시즌3 역시 같은 연도에 공개되었다.

## 등장인물
- 피피루
- 루씨씨
- 야치
- 로커
- 슈크
- 베타
- 빨간 코
- 파란 코
- 초록머리
- ANN
- 김세나
- 정동해
- 박경목
- 송호걸

## 목소리 출연
- 정선혜: 피피루
- 조경이: 루씨씨
- 남도형: 야치
- 강호철: 로커
- 김은아: 슈크, 윤빈나
- 엄상현: 베타
- 방성준: 빨간코
- 전태열: 파란코, 송호걸
- 정재헌: 초록머리
- 정미라: 김세나, ANN
- 홍범기: 정동해
- 권지애: 박경목

## 스태프
제1부
- 제작지원: 방송통신위원회, 방송통신발전기금
- 책임프로듀서: 한상호
- 프로듀서: 김형순
- 기획/총감독: 신창환
- 프로듀서: 전윤애, 정형철
- 애니메이션 감독: 전윤애, 김준기
- 제작실장: 김종환
- 제작프로듀서: 정형철, 김단아, 이지현, 김홍, 박지현
- 구성
  - 시나리오: 신창환, 김효민, 최성욱, 임태운
  - 스토리보드: 류정우, 이환희, 박규리, 이의국
- 디자인
  - 캐릭터/배경 디자인: 류정우, 손주진, 김윤아, 강지은, 이도경, 정미경
  - 매트페인팅: 문범주
  - 모델링 팀장: 홍수원
  - 모델링/맵핑: Zhang Qiang[주 1], Fan Kai[주 2], Huang Fang[주 3], Li Zhi Wen[주 4], Jiang Zhi Yu[주 5], Zhou Zhi Hao[주 6], Zhou Zhuang Zhuang[주 7], Zhou Cheng[주 8], Zhou Yu Zhuang[주 9], Sun Xu Dong[주 10], Yang Feng Cong[주 11]
- 애니메이션
  - 애니메이션 수퍼바이저: 안지민
  - 애니메이터: 최성규, 천영철, 정은희, 김혜민, 민혜진, 우한섭, 배상민, 이순조, Zhao Si Cheng[주 12], Jing Li Li[주 13], Liu Jian Bang[주 14], Xu Guo Rui[주 15], Xu Ji Cheng[주 16], Wang Cai Yun[주 17], Yue Shuai[주 18]
  - 테크니컬 디렉터: Jia Ai Jin[주 19]
  - 애니메이션 셋업: Zhao Si Cheng
  - 이펙트: Wang Yan Chen[주 20], Zhao Feng[주 21]
  - 라이팅 팀장: 이재욱
  - 라이팅 /합성: 민영경, 최재성, 김상이, 박단비, Berton, Zhu Xiu Bin[주 22], Sun Shi Hao[주 23], Mu Jing Xiang[주 24], Feng Qiao Shi[주 25]
  - 행정: 이준혁, 이민주, 봉선화, 전민주
  - 시스템 관리: 박영신
  - 마케팅: 김지혜, 오유미, 주아름, 이현정, 박지혜
- 외주 제작: Potato Studio, Harbin PingGo Culture Media Co., Ltd[주 26], Sparkle Animation Co., Ltd
- 음악: 신승준(신스뮤직)
- 음향효과: 김지희(모모사운드)
- 녹음: 부유정(POPES)
- 믹싱: 강희중(POPES)
- 오프닝곡, 엔딩곡 작곡: 신승준
- 오프닝곡, 엔딩곡 작사: 신창환
- 오프닝곡 노래: unfair
- 엔딩곡 노래: 정선혜
- 문자그래픽: 조유미
- 음향: 김종범
- 기술감독: 신영대
- 연출: 조성희
- 제작지원: kocca 한국콘텐츠진흥원
- 기획: EBS
- 제작: ㈜스튜디오 게일, EBS, 중국 절강동양해동문화유한회사[주 27]

| 제2부 - 제작지원: 방송통신위원회, 방송통신발전기금 - 책임프로듀서: 남한길 - 프로듀서: 이민수 - 기획: 신창환 - 감독: 김준기 - 제작실장: 김종환 - 제작프로듀서: 김홍, 박지현, 이지현, 정형철 - 구성 - 시나리오: 신창환, 김효민, 김영갑, 경민선 - 스토리보드: 홍성우, 박규리, 김윤희, 이환희, 최현명, 조연성, 아트플러스엠, 김지현, 송의섭, 정휘빈 - 디자인 - 아트디렉터: 류정우 - 캐릭터/배경 디자인: 권주은, 우예미, 정미경, 최영, 강지은, 최지영, 손주진, 김윤아, 이도경, 이주현, 문범주 - 모델링 팀장: 홍수원 - 모델링/맵핑: 장영훈, 최수환, 이승석, Zhao Chang Yuan, Wang Yong Chao, Fan Hai Di, Huo Jun Da, Yuan Yu Chen, Zhang Wei Ang, Lang Bao, Quan Shuen, Li Teng Fei, Wang Duo, Li Xiao Meng, Liu Bing Qian - 리깅: 김희성, 정지훈, 박지호, 최준호, Han Bin, Ma Mao Sheng, Zhang Chen Rui - 애니메이션 - 애니메이션 수퍼바이저: 안지민, 천영철, 최성규 - 애니메이터: 최원진, 임선영, 정은희, 윤종순, 우한섭, 민혜진, 김혜민, 배상민, 이순조, 김동훈, Yan Ding Chuan, Gao Ye, Gao Shi Miao, Liu Yang, Wang Hai Shuo, Wang Zhi, Zhu Jia Qi - 테크니컬 디렉터: 김희성, Zhao Chang Yuan - 애니메이션 셋업: Yan Ding Chuan - 이펙트: 윤희진, 이성수, Lynn Theo - 라이팅/합성: 민영경, 김상이, 김영일, 박단비, 강다예, Wang Miao, Wang Yu Xiao, Xu Ri, Wang Ru Feng, Ding Zhan Yi - 행정: 이준혁, 이민주, 봉선화, 전민주 - 시스템 관리: 박영신 - 마케팅: 김지혜, 오유미, 주아름, 이현정, 박지혜 - 외주 제작: 피어스비쥬얼웍스 (피어스 명의), 모꼬지, 웨스토, 아가비쥬얼, 88브릭스, Shenyang October Mengma Digital Media and Animation - 음악: 신승준(신스뮤직) - 음향: 김지희(모모사운드) - 녹음: 부유정(POPES) - 믹싱: 강희중(POPES) - 오프닝곡, 엔딩곡 작사: 신창환 - 오프닝곡, 엔딩곡 작곡: 신승준 - 오프닝곡 노래: unfair - 엔딩곡 노래: 정선혜 - 문자그래픽: 조유미 - 녹음연출: 조성희 - 기술감독: 전영균 - 제작지원: kocca 한국콘텐츠진흥원 - 기획: EBS - 제작: ㈜스튜디오 게일, EBS, 중국 절강동양해동문화유한회사 |

## 방영 목록
| 회차       | 제목                                              | 방송 날짜       |
| ---------- | ------------------------------------------------- | --------------- |
| 1화        | 안전특공대의 탄생생명을 지키는 전기안전           | 2018년 5월 28일 |
| 2화        | 피피루 안전특공대 출동!자나깨나 불조심            | 2018년 5월 29일 |
| 3화        | 물이 필요해교통안전을 지키자                      | 2018년 6월 4일  |
| 4화        | 손안의 중독 스마트폰맨홀은 위험해!                | 2018년 6월 5일  |
| 5화        | 씻고, 익히고, 끓여먹자공사장이 무너진다!          | 2018년 6월 11일 |
| 6화        | 지구가 흔들릴 때도와달라고 외치자!                | 2018년 6월 12일 |
| 7화        | 쓰레기 괴물의 탄생쓰레기 괴물을 분리하라          | 2018년 6월 18일 |
| 8화        | 안전을 위한 내 자리수상한 알림음                  | 2018년 6월 19일 |
| 9화        | 위험한 전동 보드곤충을 얕보지마!                  | 2018년 6월 25일 |
| 10화       | 하늘에서 내리는 위험불량식품은 안 돼!             | 2018년 6월 26일 |
| 11화       | 집에서도 조심조심목숨을 노리는 불꽃               | 2018년 7월 2일  |
| 12화       | 산속에서 탈출하기장난전화는 위험해!               | 2018년 7월 3일  |
| 13화       | 위기의 안전특공대새로운 악당의 등장               | 2018년 7월 9일  |
| 14화       | 공공장소 안전은 필수과학 실험은 안전하게          | 2018년 7월 10일 |
| 15화       | 청소 시간에 장난치지마!학교의 불청객              | 2018년 7월 16일 |
| 16화       | 위험한 음료수몰래카메라는 범죄야!                 | 2018년 7월 17일 |
| 17화       | 건강한 몸, 건강한 생활나 홀로 집에 있을 때        | 2018년 7월 23일 |
| 18화       | 비상구를 꼭 확인하자반려동물과 안전하게           | 2018년 7월 24일 |
| 19화       | 학용품으로 장난치면 안 돼!친구를 괴롭히면 안 돼!  | 2018년 7월 30일 |
| 20화       | 미세먼지 대탈출!생명은 소중해                     | 2018년 7월 31일 |
| 21화       | 비 오는 날엔 더 조심집단 따돌림은 폭력            | 2018년 8월 6일  |
| 22화       | 계곡 물놀이 안전은 필수장난이 범죄가 된다면?      | 2018년 8월 7일  |
| 23화       | 보이지 않는 적체육관에서 생긴 일                  | 2018년 8월 13일 |
| 24화       | 학교 괴담숲속에서 멧돼지를 만난다면?              | 2018년 8월 14일 |
| 25화       | 음식으로 장난치면 안 돼!남의 물건에 손대면 안 돼! | 2018년 8월 20일 |
| 최종화(26) | 야치를 찾아라새로운 친구                          | 2018년 8월 21일 |

### 주해
1. ↑  张强
2. ↑  范凯
3. ↑  黄芳
4. ↑  李志文
5. ↑  蒋志宇
6. ↑  周志浩
7. ↑  周壮壮
8. ↑  周成
9. ↑  周玉壮
10. ↑  孙旭东
11. ↑  杨峰聪
12. ↑  赵思成
13. ↑  荊丽丽
14. ↑  刘建邦
15. ↑  徐国瑞
16. ↑  徐吉成
17. ↑  王彩芸
18. ↑  岳帅
19. ↑  贾爱进
20. ↑  王彦辰
21. ↑  赵峰
22. ↑  朱秀斌
23. ↑  孙世豪
24. ↑  母敬想
25. ↑  冯乔石
26. ↑  哈尔滨品格文化传播有限公司
27. ↑  浙江省东阳海童影视文化有限公司
28. ↑  韩斌
29. ↑  高诗淼
30. ↑  柳扬
31. ↑  王海塑
32. ↑  王志
33. ↑  王淼
34. ↑  王如峰
35. ↑  沈阳十月猛犸动画制作有限公司